# Jean Paul Hasse
Jean Paul Hasse (* 24. Dezember 1830 in Rotenburg (Wümme); † 6. Februar 1898 in Königslutter am Elm) war ein deutscher Anstaltspsychiater und ein Vertreter der „Illenauer Schule“. Er war Mitbegründer und langjähriger Leiter der braunschweigischen Heil- und Pflegeanstalt in Königslutter.

## Leben
Hasse, Sohn des Sanitätsraths Friedrich Hasse, besuchte das Ernestinum Celle. Nach dem Abitur 1851 studierte er Medizin in Göttingen. 1852 wurde er dort Mitglied des Corps Hannovera. Nach der Approbation besichtigte er im Juni 1856 Pariser Krankenhäuser und wollte eigentlich nach Wien gehen. Studienfreunde seines Vaters hielten ihn jedoch in der Schweiz fest, wo ihm eine Assistentenstelle an der neu erbauten Irrenanstalt Préfargier (Kanton Neuenburg) angeboten wurde, die er am 1. Dezember 1856 antrat. Hier widmete er sich überwiegend der Wissenschaft und schrieb unter anderem eine Arbeit „Ueber den Selbstmord“, die 1859 auf der Naturforscherversammlung in Karlsruhe den ersten Preise erhielt.
Zum 1. Mai 1860 folgte er einem Ruf Christian Friedrich Wilhelm Rollers an die Badische Landesirrenanstalt Illenau, wo er gemeinsam mit Karl Hergt, Heinrich Schüle und Richard von Krafft-Ebing die sogenannte „Illenauer Schule“ bildete. 1865 wurde er vom Herzogtum Braunschweig zum Leiter der neuen Irrenanstalt in Königslutter berufen. Hier machte er sich als Verfechter des „Non-Restraint“-Systems einen Namen, das er in Illenau kennengelernt hatte und bei dem auf Zwangsmittel in der Irrenbehandlung verzichtet wurde. Hasse hatte die Zwangsmittel noch in Préfargier angewendet gesehen und nannte dieses Erleben als Grund dafür, dass er nach Illenau gewechselt sei.
Als Hasse im März 1865 in Königslutter ankam, war der Neubau der Anstalt fast abgeschlossen. Er konnte nur noch kleine Änderungen in der Zimmergröße durchsetzen. Am 1. Dezember 1865 wurden die ersten Kranken aufgenommen, es fehlte aber an geschultem Pflegepersonal. So musste er selbst den Dienst des Oberwärters in den Männerabteilungen und seine Frau den der Oberwärterin in den Frauenabteilungen versehen, um das Pflegepersonal bei der Reinigung, Bettung und Versorgung der Kranken anzuleiten. Als schon im Sommer 1872 die Kapazität von 150 Plätzen erreicht war, erwirkte Hasse den Ausbau der Anstalt durch Anbauten.

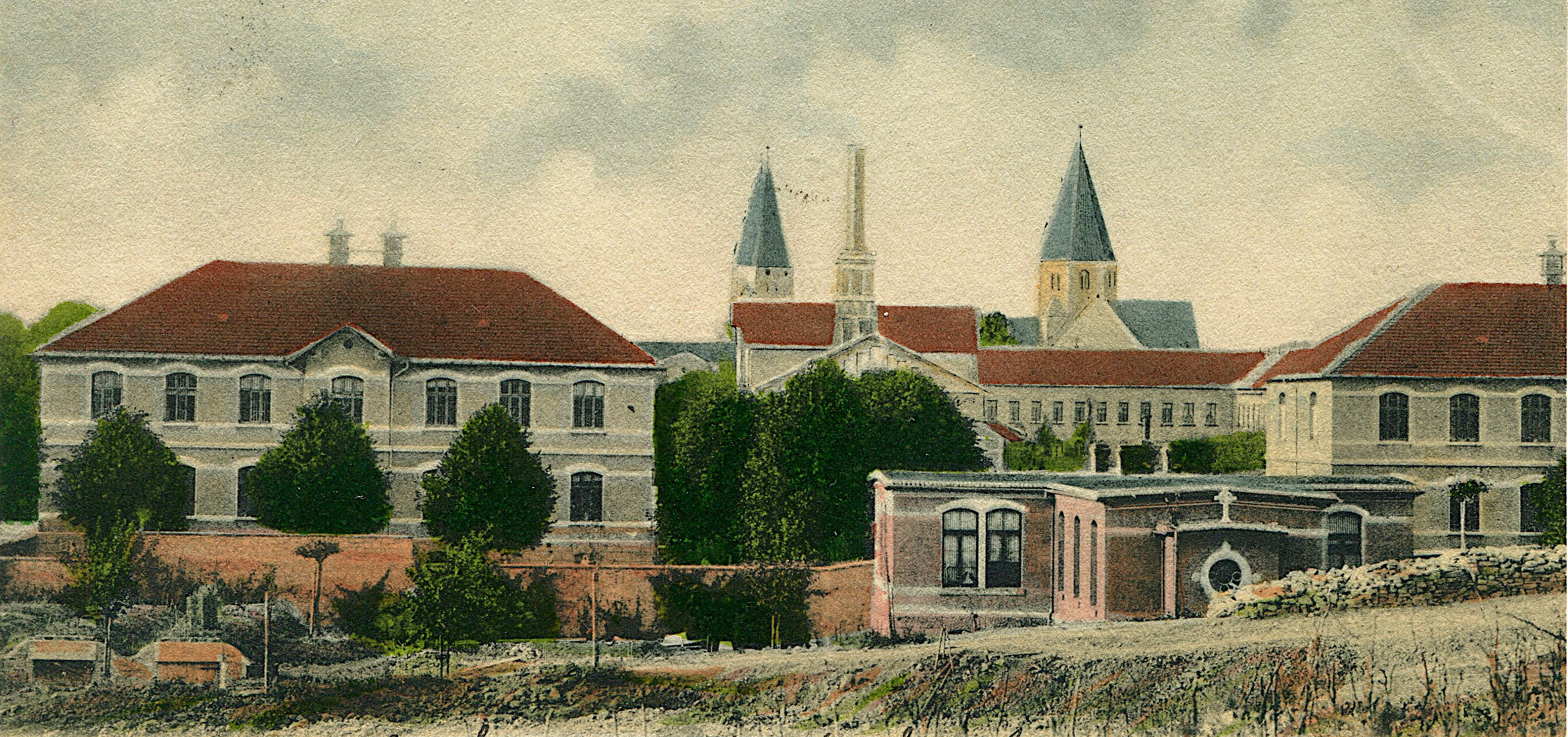
Heil- und Pflegeanstalt Königslutter (1890), die im Vordergrund sichtbaren Mauern ließ Hasse öffnen und teilweise auch beseitigen.

Hasse setzte sich dafür ein, die Mauern, die das Anstaltsgelände umschlossen, weitestgehend zu öffnen und abzutragen, und den in der Anstalt befindlichen Kranken, die dafür geeignet waren, einen Aufenthalt in einem  „open-door-System“ in besonderen Villen zu ermöglichen. So setzte er 1881 den Bau von einigen Pavillons nach englischem Vorbild durch. Er entwickelte eine eigene Anstaltsautonomie mit diversen Handwerksstätten.
Für wissenschaftliche Arbeiten blieb Hasse weniger Zeit. 1879 veröffentlichte er noch eine größere Schrift über „Irrenanstalten und ihre Organisation“ und 1880 schrieb er „Über die Überbürdung der Schüler auf höheren Lehranstalten“ sowie über die Fürsorge für ungeheilt Entlassene. Bei ihm arbeiteten Georg Langreuter (1855–1902), Johannes Vorster (1860–1904) und Fritz Gerlach (1858–1950).
Eine Gichterkrankung zwang ihn 1896, seinen Abschied zu nehmen. Er siedelte nach Braunschweig über, kehrte aber Mitte Januar 1898 nach Königslutter zurück, um dort zu sterben.

## Auszeichnungen
- Ernennung zum Medizinalrat (1880)
- Verleihung des Ritterkreuzes II. Klasse des Ordens Heinrichs des Löwen (1882)
- Ernennung zum Geheimen Medizinalrat (1894)
- Verleihung des Ritterkreuzes I. Klasse des Ordens Heinrichs des Löwen

## Schriften
- De sectione caesarea. Common in cert. litt. praem. con. Gottingae, 1856.
- Über den Selbstmord (preisgekrönte Abhandlung)
- Irrenstatistik des Herzogthums Braunschweig
- Hämatom des Mastdarms
- Irren-Anstalten und ihre Organisation. Ein Wort zur Orientierung für Laien. Braunschweig 1879.
- Selbstmord in Irrenanstalten
- Die Überbürdung unserer Jugend auf den höheren Lehranstalten mit Arbeit im Zusammenhange mit der Entstehung von Geistesstörungen. Vortrag. Braunschweig 1880.
- Die Herzoglich-Braunschweigische Heil- und Pflege-Anstalt Königslutter in ihrer Thätigkeit seit der Eröffnung am 1. December 1865 – 1. April 1891. Braunschweig 1893. Digitalisat